# José María Beránger
José María Beránger y Ruiz de Apodaca (Cádiz, 1824–Madrid, 23 de enero de 1907) fue un militar y político español, varias veces diputado durante el Sexenio Democrático y ministro de Marina en seis ocasiones entre 1870 y 1897.

## Biografía
Al mando de la Vitoria, se unió a la causa del general Prim en 1868, apresando al vapor de guerra Colón, en el que viajaba el almirante Pavía, capitán general del departamento de Ferrol. Entre el 20 de marzo de 1870 y el 4 de enero de 1871 ocupó la cartera de ministro de Marina durante el periodo de regencia del general Francisco Serrano y Domínguez tras la Revolución de 1868. ya bajo el reinado de Amadeo I ocupará de nuevo la cartera de Marina en tres ocasiones. La primera de ellas, sin solución de continuidad con la anterior, abarcará desde el 4 de enero hasta el 24 de julio de 1871 en el gobierno presidido por el general Francisco Serrano. Posteriormente ocupará la citada cartera entre el 24 de julio y el 5 de octubre de 1871, así como entre el 13 de junio de 1872 y el 11 de febrero de 1873, en ambas ocasiones en gobiernos presididos por Manuel Ruiz Zorrilla. Tras la renuncia al trono de Amadeo I y la proclamación de la Primera República Española formó parte del primer gobierno de la misma presidido por Estanislao Figueras y Moragas, encargándose nuevamente del ministerio de Marina entre el 11 de febrero y el 24 de febrero de 1873.
Fue también diputado en cuatro legislaturas distintas durante el Sexenio Democrático, en concreto las correspondientes a las elecciones de 1869 —por Lugo—, 1871 —por La Coruña—, abril de 1872 —por Madrid— y agosto de 1872, en las que obtuvo acta tanto por La Coruña como por Madrid.
El golpe de Estado protagonizado por el general Manuel Pavía el 2 de enero de 1874, seguido por el pronunciamiento que el 29 de diciembre de ese mismo año realizaría el general Martínez Campos, provocaron la caída de la Primera República Española y la restauración monárquica. José María Beránger y Ruiz de Apodaca, que había colaborado en el golpe del general Pavía, fue elegido senador por Almería en 1876 y por La Coruña en 1881. En 1883 el rey Alfonso XII lo nombró senador vitalicio.
El 27 de noviembre de 1885 volvió a ocupar la cartera del ministerio de Marina en el gobierno presidido por Sagasta, cesando en la misma el 10 de octubre de 1886 por su negativa a aceptar el indulto al general Villacampa. En 1890 y 1892 ocupó de nuevo la citada cartera ministerial, con un paréntesis entre ambas etapas, con Cánovas. En esta etapa se ocupó de destruir el proyecto del submarino de Isaac Peral y Caballero. Entre 1895 y 1897 volvió de nuevo a la misma cartera el mismo presidente de gobierno. Pasó a la reserva en 1896.
Murió a las 22:00 h del 23 de enero de 1907 en Madrid, a la edad de ochenta y tres años, en su domicilio en la calle de Serrano. Fue enterrado a las 16:30 del 25 de enero en el cementerio de San Isidro.